# Meiosimyza leucophaeata
Meiosimyza leucophaeata är en tvåvingeart som beskrevs av Elberg 1993. Meiosimyza leucophaeata ingår i släktet Meiosimyza och familjen lövflugor. Inga underarter finns listade i Catalogue of Life.